# غابة ديبون
غابة ديبون (بالإنجليزية: Dibon Forest) هي غابةٌ محميةٌ، تقع في بوركينا فاسو، مقاطعة توي. يُقدَّر ارتفاع التضاريس عن مستوى سطح البحر بحوالي 254 مترًا.